# Bockelnhagen (Adelsgeschlecht)

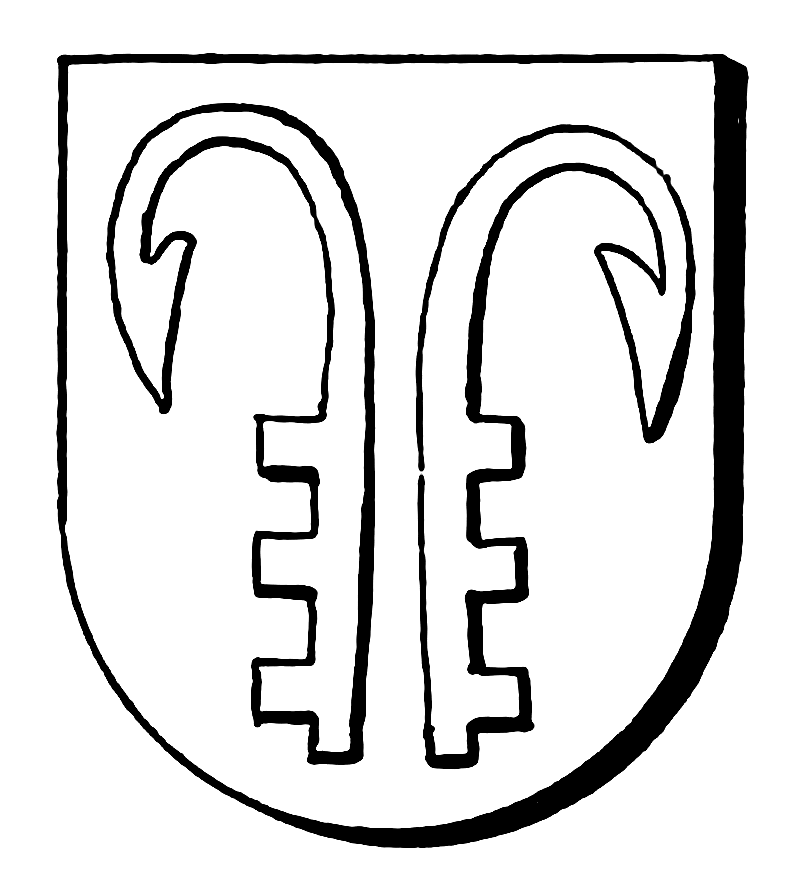
Wappen in J. Siebmacher's großem und allgemeinem Wappenbuch, 1884

Bockelnhagen war ein altes Adelsgeschlecht der früheren Grafschaft Dassel, das aus dem später schwarzburgischen Amt Großbodungen in Thüringen stammte. Es hieß ursprünglich Rieme und änderte mehrfach den Namen. Zuletzt nannte es sich von Minnigerode.

## Geschichte
Die Anfänge der adligen Familie von Bockelnhagen werden auf Pencesslaus Rieme zurückgeführt, der sich 1143 in Bockelnhagen im Gericht Allerberg einen adligen Sitz errichtete und sich nach diesem Ort benannte. Einige seiner Nachkommen bezeichneten sich später noch nach ihren Vorfahren Rieme (Hartmann (1226, 1238) mit seinen Söhnen Barthold und Johann) oder Bockelnhagen (Barthold (1230)), während Dietrich (1207), in anderen Quellen Goserich genannt, sich in Esplingerode niederließ und dort ein eigenes Adelsgeschlecht begründete. Sie waren wie ihre Stammesverwandten mittels Schenkungen oder Verkauf mit dem Kloster Pöhlde verbunden. Letztmals wird 1313 ein Thilo von Bockelhagen genannt, das Erbe ging an die befreundeten und mitbelehnten Herren von Minnigerode, die sich Von Minnigerode zu Bockelnhagen (1693) nannten.

## Wappen
Zwei aufwärtsgebogene Fischangeln auf roten Grund.

## Genealogie
Unmittelbare Nachkommen von Barthold von Bockelnhagen waren vermutlich:
- Dietrich von Bockelhagen (1263, 1297)
- Hermann (1267) und Berthold von Bockelhagen (1289, 1298), Berthold war mit Cunigunde verheiratet und verkaufte bzw. verschenkte seinen Zehnten in Buenrode und Wenigenhagen[3]
- Thilo (1313), Sohn des Berthold, entsagt den Zehnten von Wenigenhagen an das Kloster Pöhlde[4]